# Ralo
Ralo är en ort i Burkina Faso.   Den ligger i regionen Centre-Ouest, i den centrala delen av landet, 70 km väster om huvudstaden Ouagadougou. Ralo ligger 330 meter över havet och antalet invånare är 2 913.
Terrängen runt Ralo är platt, och sluttar västerut. Närmaste större samhälle är Nandiala, 14,9 km norr om Ralo.
Omgivningarna runt Ralo är en mosaik av jordbruksmark och naturlig växtlighet. Runt Ralo är det ganska tätbefolkat, med 108 invånare per kvadratkilometer.